# 梅伍德 (加利福尼亚州)
梅伍德（英語：Maywood），是美国加利福尼亚州洛杉矶县下属的一座城市。建市于1924年9月2日，面积大约为1.18平方英里（3.1平方公里）。根据2010年美国人口普查，该市有人口27,395人。